# Mengálvio
Mengálvio Pedro Figueiró, mais conhecido como Mengálvio (Laguna, 17 de outubro de 1939), é um ex-futebolista brasileiro que atuava como meia.
Foi bicampeão da Copa Intercontinental (1962, 1963) e bicampeão da Libertadores (1962, 1963) pelo Santos FC.
O jogador esteve com a Seleção Brasileira na Copa do Mundo de 1962 e foi o reserva de Didi, no Chile, quando o Brasil conquistou o bicampeonato mundial.

## Carreira

### Início
Nascido no dia 17 de outubro de 1939, foi registrado apenas dois meses depois, em 17 de dezembro.
Revelado pelo Barriga Verde, um clube de sua cidade natal, Mengálvio começou sua carreira de jogador na equipe do Aimoré, da cidade de São Leopoldo, no final dos anos 50. Jogando pela modesta equipe, o meio-campista foi vice-campeão estadual.
Em 1960, fez parte da Seleção Brasileira que disputou o Campeonato Pan-Americano na Costa Rica.

### Santos FC
Pelo Santos, estreou em 19 de abril de 1960, no empate por 2–2 contra a Portuguesa de Desportos, uma partida do Torneio Rio-São Paulo.
Em sua passagem pelo clube, fez 371 partidas e marcou 28 gols, tendo sido seis vezes campeão paulista (1960, 1961, 1962, 1964, 1965 e 1967), cinco vezes vencedor da Taça Brasil, torneio mais tarde equiparado ao Campeonato Brasileiro pela CBF (1961, 1962, 1963, 1964 e 1965), entre outras conquistas.
Fez parte daquela que é considerada uma das maiores linhas de ataque do futebol mundial: Dorval, Mengálvio, Coutinho, Pelé e Pepe.
De acordo com o livro Time dos Sonhos, do jornalista Odir Cunha, Mengálvio, por ser bonachão e desligado, era vítima constante de brincadeiras por parte de seus amigos de clube. No mesmo livro, o também ex-jogador Coutinho conta que, certa vez, o meia chegou a um hotel bastante cansado e acabou adormecendo sobre as malas que levava no elevador, permanecendo assim durante muito tempo. Outro amigo de clube de Mengálvio que também conta passagens interessantes sobre o meia é o ex-ponta esquerda Pepe, em seu livro Bombas de Alegria.
Na eliminação do Santos para o Peñarol  na Copa Libertadores da América de 1965 foi um dos jogadores mais criticados da equipe. João Saldanha e Nelson Rodrigues acusaram Mengálvio de ser um jogador lento demais para o futebol competitivo.
Recebeu o passe livre do Santos no final de 1968 ("A liberação é um justo prêmio aos inestimáveis serviços que Mengálvio prestou à coletividade alvinegra, com dedicação, real valor e consciência profissional exemplar, tanto em campos brasileiros como no exterior", disse, à época, o então presidente do Santos, Athiê Jorge Coury. "Seus feitos e a sua participação marcante a serviço do Santos e do glorioso futebol brasileiro permanecerão inolvidáveis, e aqui permanecerão amigos e admiradores que, nesta oportunidade, com estima, lhe desejam votos de toda sorte de felicidade e de sucesso ímpar em sua consagrada carreira.").
A última vez em que vestiu a camisa do Alvinegro Praiano foi no dia 18 de maio de 1969, no empate em 1 a 1 contra a equipe do São Bento, no Estádio Humberto Reali, em Sorocaba. Pelo Santos, jogou entre os anos de 1960 a 1969 em 369 partidas marcando 27 gols.

### Outros times
Após sair do Santos, em 1968, foi emprestado Grêmio.
No seu retorno ao Santos foi novamente emprestado e em 1969, foi campeão do Torneo Finalización, jogando pelo Millonarios, da Colômbia.

### Seleção Brasileira
Pela Seleção, Mengálvio fez catorze partidas e marcou um gol, em 15 de março de 1960, em jogo válido pelo Campeonato Pan-Americano.

### Aposentadoria
Deixou o Santos em 1968 e chegou a trabalhar como supervisor de uma rede de cinemas, no litoral paulista.
Pai de três filhas e avô de dois netos, Mengálvio atualmente trabalha na cooperativa dos ex-atletas profissionais de São Paulo.

## Títulos
Santos
- Copa Intercontinental: 1962 e 1963
- Taça Libertadores da América: 1962[15] e 1963
- Campeonato Brasileiro: 1961, 1962, 1963, 1964 e 1965
- Torneio Rio-São Paulo: 1963[16][17], 1964 e 1966[18]
- Campeonato Paulista: 1960, 1961, 1962, 1964, 1965, 1967 e 1969
- Torneio de Paris: 1960 e 1961

Millonarios
- Torneo Finalización: 1969

Seleção Brasileira
- Copa do Mundo: 1962[2]
- Copa Roca: 1963